# Taito Suzuki
Taito Suzuki (Shizuoka, 1978) és un empresari japonès.

## Biografia
És propietari, president i director executiu de Taica Corporation, companyia que fabrica una gamma diversa, que va des de productes de salut i bellesa, material d'impressió 3D o gel de silicona. La societat va introduir-se en el món de futbol l'any 2017, patrocinant el Shimizu S-Pulse, l'equip de la ciutat natal de Suzuki. L'any 2021, va arribar a Europa de la mà del Reial Club Deportiu Mallorca —on militava el seu compatriota Takefusa Kubo—, club amb el que va signar un contracte de patrocini global.
L'estiu de 2024, va esdevenir el patrocinador principal de la Unió Esportiva Sant Andreu, equip barceloní de Segona Federació. El novembre del mateix any, Taito Suzuki i Manuel Camino —aleshores president i màxim accionista del conjunt quatribarrat— van signar la compravenda d'una participació majoritària de les accions del club a la multinacional japonesa. Mentre Taica i Suzuki n'assumien la direcció executiva, Camino va mantenir-ne la presidència i la representació institucional.